# Viktor Heeger

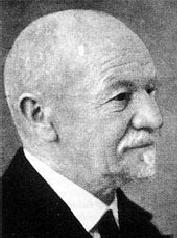
Viktor Heeger

Viktor Heeger (auch Viktor Emanuel Heeger) (* 28. April 1858 in Zuckmantel, Österreichisch-Schlesien, Österreich-Ungarn, heute Tschechien; † 5. August 1935 in Troppau, Tschechoslowakei) war ein österreichischer Pädagoge, Dichter und Politiker.

## Leben und Wirken
Heeger wurde als Sohn des gräflichen und bischöflichen Forstvermessers Moritz Gabriel Heeger und dessen Frau Anna, geb. Reinelt, geboren.
Er war Bürgerschullehrer in Freudenthal und lebte seit 1892 Schriftsteller in Brünn. Von März 1897 bis September 1900 vertrat er den westschlesischen Städtewahlkreis im Abgeordnetenhaus.
Danach arbeitete er als Wanderlehrer des „Nordmährerbundes“ in Olmütz und des „Südmark-Vereins“ in Graz. Er war auch Pionier des Skilaufs im Altvatergebirge.
Seit 1909 lebte er in Troppau. 1913 gründete er die schlesische Bauerntheatergesellschaft „Die Reihwiesner“. Heeger gilt als bedeutender Erzähler und Dramatiker in gebirgsschlesischer Mundart. Er war als „Dichter der grünen Schles“, „Koppenvater“ und „schlesischer Peter Rosegger“ bekannt.
Seinen Lebensabend verbrachte Viktor Heeger im „Koppenhaus“ bei Gräfenberg, jetzt Kopa (641 m) , wo er seine „Koppenbriefe“ schrieb. Das waren Zeitungsaufsätze, die ihm den Beinamen „Koppenvater“ einbrachten.

## Werke
Erzählungen und Bühnenstücke
- Geschichten vom alten Haiman (1888)
- Der Kobersteiner (1908)
- Köpernikel und Amika (1909)
- Die Reihwiesner (1912)
- Die Wunderkur (1913)
- Hans Kudlich (1914)
- Der Pfeifla-Schuster (1914)
- Das Kind (1921)
- Der Schubert-Schmied (1928)
- Koppenbriefe